# Качампони (Анкона)
Качампони је насеље у Италији у округу Анкона, региону Марке.
Према процени из 2011. у насељу је живело 20 становника. Насеље се налази на надморској висини од 367 м.